# Syzygium sulphuratum
Syzygium sulphuratum là một loài thực vật có hoa trong Họ Đào kim nương. Loài này được (Ridl.) Govaerts mô tả khoa học đầu tiên năm 2008.